# Robert Körner
Robert Körner (21 de agosto de 1924 - 22 de junho de 1989) foi um futebolista austríaco.

## Carreira
Robert Körner competiu na Copa do Mundo FIFA de 1954, sediada na Suíça, na qual a seleção de seu país terminou na terceira colocação dentre os 16 participantes, foi um dos jogadores que enfrentou o Atlético durante a excursão atleticana à Europa para disputar o Torneio de Inverno, atuando pelo Rapid Viena no inverno de 1950.